# 5635 Cole
Cole (asteróide 5635) é um asteróide da cintura principal, a 1,7443624 UA. Possui uma excentricidade de 0,2685644 e um período orbital de 1 345,17 dias (3,68 anos).
Cole tem uma velocidade orbital média de 19,28690089 km/s e uma inclinação de 7,30611º.
Este asteróide foi descoberto em 2 de Março de 1981 por Schelte J. Bus.